# 面向语言的程序设计
面向语言的程序设计（Language-Oriented Programming，LOP），指一种程序设计范型，将有相同状态的块建造成对象、模块和构件，不再用通用编程语言解决问题，程序员首先为问题编写一种或多种领域特定语言，然后再在这些语言中解决问题。这个概念具体描述于Martin Ward的1994年的题为《面向语言编程》的论文中。

## 概念
这个概念使用用户词汇来获得需求，然后创造一门与用户描述尽可能一致的实现语言，这样从需求到实现的映射会非常直接。判断“一致性”的方法是这门语言的“重复度”，即当需求有一次独立变动时需要做多少次修改操作。它并不假定什么是实现新语言的最好语言，相反，开发者可以通过对信息流的分析做不同选择。

## 开发
Racket和RascalMPL被设计用来支持面向语言编程。其他的语言工作台工具比如JetBrains MPS、Kermeta和Xtext，提供了设计及实现领域特定语言和面向语言编程的工具。

## 相关内容
- 领域特定语言
- 元编程
- 面向切面的程序设计
- 意图编程
- 方言化
- 面向文法编程
- LISP宏
- 模型驱动工程
- 可扩展编程
- 同像性